# 鄂木布岱青和硕齐
鄂木布岱青和硕齐（？—1644年），17世紀時的卫拉特蒙古杜尔伯特部首领。
鄂木布岱青和硕齐的高祖父额什格台什，祖父特尔格图台什，父亲达赖泰什的第四子。达赖泰什於1637年去世，长子敏珠尔早年被达赖泰什杀死。达赖泰什留下六个儿子：次子楚（垂因）、三子托因、四子鄂木布岱青和硕齐、五子古木布、六子达额、七子索诺木车凌。他父亲遗产鄂木布岱青和硕齐分得最多，其他兄弟不服。鄂木布岱青和硕齐和五弟古木布想夺得三哥托因的遗产。1639年，发生了内乱，1644年，因为彩礼纠纷，鄂木布岱青和硕齐被土尔扈特部书库尔岱青杀死，托因继承了杜尔伯特部首领之位。

## 子孙
鄂木布岱青和硕齐有三子
- 奇什齐布（伊斯扎布，顺治十五年，遣使向清朝额尔克贡马。）
- 察衮
- 车臣台吉，车臣台吉子固哩达什，固哩达什子车凌（杜尔伯特特古斯库鲁克达赖汗）